# Лутеин
Лутеин (лат. luteus - „жуто") је један од 600 познатих природних каротеноида. То је жуто обојени липосолубилни пигмент из групе ксантофилних каротеноида (каротеноиди који садрже кисеоник). Лутеин се синтетише у биљкама и налази се у великим количинама у зеленом лиснатом поврћу, као што су спанаћ и кељ, као и у алгама и неким микроорганизмима. 
У зеленим биљкама има улогу да апсорбује видљиву светлост и да штити од деловања кисеоника и светлости.
Лутеин има улогу у исхрани људи и животиња као антиоксиданс. Пронађен је, најпре, у жуманцету јајета и животињским мастима. Поред боје жуманцета, лутеин изазива жуту боју у пилећој кожи и мастима, и користи се у храни пилића у ту сврху. Људско мрежњача акумулира лутеин и зеаксантин. Ту имају улогу да заштите од зрачења мрежњаче и ефекта плаве светлости. 
Лутеин је липофилни молекул и генерално је нерастворљив у води. Присуство дугог ланца конјугованих двоструких веза обезбеђује способност селективног упијања светлости. Полиенски ланац је осетљив на оксидативне деградације светлости или топлоте и хемијски нестабилан у киселинама.
Лутеин апсорбује плаву светлост и стога се појављује жута боја при ниским концентрацијама и наранџасто-црвена при високим концентрацијама. Лутеин се традиционално користи у храни пилића да обезбеди жуту боју бројлерских пилића. Лутеин, такође, резултује и тамнијом жутом бојом жуманцета. Не користи се за бојење у другим намирницама због његове ограничене стабилности, посебно у присуству других боја.
Различите научне студије су показале да постоји директна веза између уношења лутеина и пигментације у оку. Такође постоји доказ да повећање уноса лутеина и заексантина смањује ризик од развоја катаракте. 
Лутеин је природни део људске исхране када се конзумира воће и поврће. За појединце који немају довољан унос лутеина, лутеином обогаћене намирнице су на располагању, или у случају старијих људи са слабом апсорпцијом дигестивног систем. Од 1996. лутеин је уврштен у листу дијететских суплемената. Иако не постоји препоручени дневни унос лутеина као за остале хранљиве материје, позитивни ефекти су видљиви код уноса од 6-10 мг дневно. 
Као додатак храни, лутеина има Е број Е161б (ИНС број 161б) и добија се из латице невена. У таквом облику одобрен за употребу у ЕУ, Аустралији и Новом Зеланду, али је забрањен у САД.

## Особине
| Особина                  | Вредност |
| ------------------------ | -------- |
| Број акцептора водоника  | 2        |
| Број донора водоника     | 2        |
| Број ротационих веза     | 10       |
| Партициони коефицијент ( | 9,5      |
| Растворљивост (logS, log(mol/L))        | -13,4    |
| Поларна површина (PSA, Å2)  | 40,5     |